# Bishnupur (Bankura)
Bishnupur (en bengalí: বিষ্ণুপুর ) es una ciudad de la India, en el distrito de Bankura, estado de Bengala Occidental.

## Geografía
Se encuentra a una altitud de 68 m s. n. m. a 138 km de la capital estatal, Calcuta, en la zona horaria UTC +5:30.

## Demografía
Según estimación 2010 contaba con una población de 66 150 habitantes.